# Neochaeta salmoni
Neochaeta salmoni är en ringmaskart som beskrevs av Lee 1959. Neochaeta salmoni ingår i släktet Neochaeta och familjen Acanthodrilidae. Inga underarter finns listade i Catalogue of Life.